# چاه واگذاری شماره ۲
چاه واگذاری شماره ۲ یک منطقهٔ مسکونی در ایران است که در دهستان ریزآب واقع شده‌است. چاه واگذاری شماره ۲ ۲۵۸ نفر جمعیت دارد.